# Фунин (Яньчэн)
Фуни́н (кит. упр. 阜宁, пиньинь Fùníng) — уезд городского округа Яньчэн провинции Цзянсу (КНР).

## История
Уезд Фунин был создан во времена империи Цин в 1731 году.
Во время Второй мировой войны эти находившиеся в японском тылу земли были взяты под контроль партизанами-коммунистами из Новой 4-й армии, которые стали создавать собственные административные структуры. В 1940 году в северо-восточной части уезда Фунин были созданы уезды Биньхай и Фудун (阜东县), а в 1941 году в восточной части уезда Фунин был создан уезд Шэян. После образования КНР уезд в 1949 году вошёл в состав Специального района Яньчэн (盐城专区).
В 1970 году Специальный район Яньчэн был переименован в Округ Яньчэн (盐城地区).
В 1983 году Округ Яньчэн был преобразован в городской округ Яньчэн.

## Административное деление
Уезд делится на 14 посёлков.